# Sergueï Boukassov
Sergueï Mikhaïlovitch Boukassov (ou Sergej Mikhailovich Bukasov en transcription anglaise ; en russe : Букасов, Сергей Михайлович) (né le 13 septembre 1891 et mort à Léningrad le 17 juillet 1983) est un botaniste russe soviétique.
Il travailla sur le genre Solanum et la problématique de la pomme de terre, en collaboration avec Nikolaï Vavilov et Sergueï Iouzeptchouk (la nomenclature de la pomme de terre est « Solanum tuberosum Juz. & Boussakov »). Au cours des années 1920, il étudia les pommes de terre chiliennes, Solanum tuberosum subsp. tuberosum, menant d'importantes études génétiques.